# Andrzej Kwolek
Andrzej Kwolek (ur. 10 marca 1942 w Łańcucie) – polski lekarz, profesor doktor habilitowany, dziekan Wydziału Medycznego Uniwersytetu Rzeszowskiego, specjalista w dziedzinie neurologii i rehabilitacji.

## Życiorys
Maturę zdał w 1959 w I Liceum Ogólnokształcącym w Łańcucie. W latach 1964–1973 był pracownikiem Śląskiej Akademii Medycznej (asystent w Zakładzie Anatomii). Od 1966 do 1970 pracował jako lekarz w Pogotowiu Ratunkowym w Tarnowskich Górach. W 1976 podjął zatrudnienie w Górniczym Centrum Rehabilitacji Leczniczej i Zawodowej Repty (późniejszym Górnośląskim Centrum Rehabilitacji im. gen. J. Ziętka). W latach 1976– 1983 był ordynatorem oddziału rehabilitacji schorzeń układu nerwowego. Od 1981 do 1982 piastował funkcję dyrektora tego Centrum. W 1980 był inicjatorem powstania pierwszego w zakładzie opieki zdrowotnej na Śląsku Komitetu Założycielskiego NSZZ „Solidarność”. W 1983 został zwolniony z pracy przez komunistów w ramach represji, co było przyczyną przeprowadzki rodziny do Rzeszowa. 
W 1966 ukończył studia na Wydziale Lekarskim Śląskiej Akademii Medycznej w Katowicach. Doktoryzował się w 1971 na tej samej uczelni, a habilitował w 1995 na Akademii Medycznej w Warszawie. Od 1996 jest profesorem nadzwyczajnym, a od 2008 – zwyczajnym.
W Rzeszowie stworzył od podstaw oddziały rehabilitacji w Wojewódzkim Szpitalu Zespolonym i w Szpitalu Wojewódzkim, gdzie w latach 1990-1994 sprawował funkcję dyrektora. W tym okresie został samodzielnym pracownikiem naukowym, jak również konsultantem krajowym ds. rehabilitacji.

## Dorobek naukowy
Jest autorem ponad 230 prac i referatów, w tym podręcznika Rehabilitacja Medyczna. Jest także promotorem siedmiu ukończonych prac doktorskich, 82 prac magisterskich i 66 prac dyplomowych (licencjackich). Organizował zjazdy i konferencje naukowe, także międzynarodowe.

## Odznaczenia
Odznaczony został m.in. Złotym i Srebrnym Krzyżem Zasługi, Krzyżem za Zasługi dla ZHP, Złotą Odznaką AZS, Złotym Medalem Regionu Śląsko–Dąbrowskiego NSZZ „Solidarność” i innymi.